# Ganbaatar Tugsbayar
Ganbaatar Tugsbayar (Ulan Bator, 13 de mayo de 1985) es un futbolista de Mongolia que juega como delantero. Es el segundo goleador de su selección con 6 tantos, uno menos que Donorov Lumbengarav. 

## Trayectoria
Tugsbayar debutó en el 2003 con el Erchim. Su peligrosidad en el área y su buen juego aéreo lo catalogaron con dos distinciones en ese año y el 2004 como mejor atacante, además al poseer un aliciente por su corta edad. Entre 2005 y 2006 estuvo en el Khoromkhon, para en el 2007 pegar la vuelta a su club de origen.
Desde el 2009 defiende al Selenge Press de la capital mongolesa.

## Selección nacional
Ganbaatar Tugsbayar debutó con su selección el 22 de febrero de 2003 en un partido contra Macau, válido de la Etapa Preliminar de la Copa del Este de Asia de 2003 que terminó con derrota de Mongolia por 2-0.
Sin embargo, dos días después anotó su primer gol con la selección absoluta. Su víctima fue la Selección de Guam y Mongolia lo ganó por 2-0. Dos meses después, el 25 de abril, estuvo presente en la máxima victoria que obtuvo su selección y contribuyó con ella al anotar un triplete (26', 52' y 90'). La víctima fue otra vez Guam y el partido finalizó con score a favor de Mongolia por 5-0, en el marco de la Clasificación a la Copa de Asia del 2004.
Ha jugado por su selección en las ediciones clasificatorias a la Copa Mundial del 2006, 2010 y 2014.
Es el único futbolista de Mongolia que ha anotado un triplete en un solo partido con la selección mayor (5-0 a Guam). Además, sus 6 goles curiosamente los anotó contra esa selección.

## Clubes
| Club          | País     | Año         |
| ------------- | -------- | ----------- |
| Erchim        | Mongolia | 2003 - 2004 |
| Khoromkhon    | Mongolia | 2005 - 2006 |
| Erchim        | Mongolia | 2007 - 2008 |
| Selenge Press | Mongolia | 2009 -      |